# Distrito de Mainpuri
Mainpuri (en hindi; मैनपुरी ज़िला, urdu; میںپوری ضلع) es un distrito de India en el estado de Uttar Pradesh. Código ISO: IN.UP.MP.
Comprende una superficie de 2 745 km².
El centro administrativo es la ciudad de Mainpuri.

## Demografía
Según censo 2011 contaba con una población total de 1 847 194 habitantes.